# Bamboula Ferret
Edouart Bamboula Ferret (* 12. November 1919 in Sint-Lievens-Houtem; † 25. September 2008 in Paris) war ein belgischer Musiker (Gitarre, Gesang, Geige, Komposition) des Gypsy-Jazz.

## Wirken
Ferret, der in einer Manouchefamilie aufwuchs, reiste sein Leben lang zwischen Frankreich und Flandern. In den 1930er Jahren war er einer der Gitarristen im Ensemble De Piottos um den Geiger Piotto Limberger (1914–1980; Großvater von Tcha Limberger) und den Gitarristen Latcheben Grünholz (1912–1988; Großvater von Stochelo Rosenberg).
Zuerst arbeitete Ferret als Gitarrist, dann seit den 1960er Jahren vor allem als Violinist und Sänger. Ende der 1980er Jahre begann er, in Zusammenarbeit mit seinem Neffen, dem Gitarristen Fapy Lafertin, Lieder in seiner romanischen Muttersprache zu komponieren. 1998 nahm Lafertin mit ihm einige Lieder auf; die Aufnahmen waren zunächst alleine für die Familie bestimmt und erschienen dann auf zwei Bootlegs-Alben, bevor sie 2011 offiziell veröffentlicht wurden. Ferret schrieb auch den Valse de Bamboula, der vor allem durch Einspielungen von Lafertin und von Angelo Debarre bekannt wurde. Noch 2008 trat er auf dem Django-Reinhardt-Festival in Samois-sur-Seine auf.